# Монархомахи

Важную роль в распространении монархомахии сыграла Варфоломеевская ночь.

Монархомахи (от греч. μόναρχος и греч. μάχομαι — «борцы против монархии») — публицисты и политические теоретики, выступавшие против притязаний абсолютной монархии в эпоху религиозных войн второй половины XVI — начала XVII века во Франции, Нидерландах, Испании, Германии, Шотландии. Главное поле полемической деятельности монархомахов — Франция в 70-х и 80-х годах XVI века, когда против правительства последних Валуа поднялись провинции, сословия, гугеноты, Католическая лига.
В широком значении название применяют в истории политических теорий к сторонникам революционных учений, оправдывающих восстание и тираноубийство во имя естественного права или во имя интересов церкви.

## История

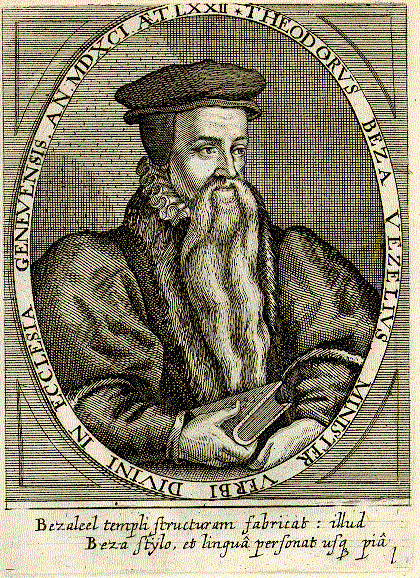
Жан Буше, видный автор католической монархомахии

Первые публицисты-монархомахи появились среди французских гугенотов после массовых убийств Варфоломеевской ночи: Филипп Дюплесси-Морне и Губерт Ланге, называемые в качестве вероятного автора трактата Vindiciae contra tyrannos 1579 года, Франсуа Отман (главное произведение которого, «Franco-Gallia» (1573), представляет политический трактат в форме исторического исследования), Теодор Беза,  также — шотландец Джордж Бьюкенен, немец Иоганн Альтузий. Тезисы монархомахов были затем восприняты публицистами Католической лиги, когда Генрих Наваррский (будущий Генрих IV) стал наследником французского престола после смерти в 1584 году Франсуа д’Алансона, брата короля Генриха III. Основными авторами среди католических монархомахов-лигеров были богослов Жан Буше, испанские иезуиты Мариана и Франсиско Суарес.
Исторический термин «монархомахи», возникший в ученой среде, впервые встречается в сочинении монархиста Барклая, вышедшем в 1600 году под заглавием: «De regno et regali potestate adversus Buchananum, Brutum, Boucherium et reliquos monarchomachos libri sex».
Монархомахи являются важными предшественниками теоретиков естественного права и конституционалистов XVII и XVIII веков.

## Мировоззрение
Общая черта соединенных здесь в одну группу публицистов протестантского и католического лагеря (в последнем особенно выделяются иезуиты) заключается в том, что, действуя под влиянием возродившейся в XVI веке теократической идеи, они стремятся поставить религиозные требования выше всякого политического закона и власти. В своих попытках отыскать опору против верховной светской власти монархомахи приходили к поддержке старых сословных и корпоративных прав и привилегий, к защите земских чинов, представительных собраний, провинциальных и городских вольностей и т. д.; в учреждениях такого рода они видели как бы охрану народа от произвола государя (эта идея ещё раньше развита кальвинизмом). По мере усиления борьбы под учреждения и формы, которые должны были гарантировать свободу и права подданных, монархомахи стали подставлять принцип народного верховенства, идею неотъемлемых прав народа, вытекающих из первоначального договора. Отсюда одни приходили к требованию аристократической, другие (преимущественно католики) — демократической конституции; третьи останавливались на идеале федеративного государства. Все они с большей или меньшей горячностью призывали к искоренению всякими средствами нечестивого и беззаконного тирана, идущего против Божьей воли и против охраняемых Богом прав народа.